# Мориц Ринке
Мориц Ринке (на немски: Moritz Rinke) е немски писател и журналист, автор на пиеси, романи, есета и репортажи.

## Биография
Мориц Ринке е роден през 1967 г. в общността Ворпсведе, край Бремен. Учи във Валдорфско училище в Отерсберг и следва театрознание в Гисенския университет. После работи като журналист за вестници и списания напр. „Зюддойче Цайтунг“, „Франкфуртер Алгемайне Цайтунг“, „Ди Цайт“ и „Театер хойте“.
От 1999 г. Ринке пише театрални пиеси. Сценичната му творба „Република Винета“ („Republik Vineta“) е избрана през 2001 г. за най-добра немскоезична пиеса и е екранизирана през 2006 г.
Първият роман на Ринке, над който той работи четири години, излиза през 2010 г. под заглавие „Човекът, който пропадна през столетието“ („Der Mann, der durch das Jahrhundert fiel“) и издава автобиографични черти. Действието се развива в родното място на писателя и разглежда иронично нацисткото минало на общността, както и неговото преодоляване. Седмици наред книгата не слиза от списъка на най-продаваните творби.
През летния семестър на 2009 г. писателят е гост-професор по „сценично писане“ в Немския литературен институт в Лайпциг, а през зимния семестър 2013/2014 г. взима участие като гост-доцент в лекционната поредица „Съвременна немска литература“ на Института по германистика и сравнително литературознание в университета на Падеборн.
Мориц Ринке живее в Берлин като писател на свободна практика. От 2013 г. е женен за туркиня и има един син.

## Награди и отличия
- 1995: Axel-Springer-Preis
- 1997: Literaturpreis des PEN-Club
- 1998: Axel-Springer-Preis
- 2001: Stück des Jahres in der Kritikerumfrage von Theater heute: Republik Vineta
- 2002: „Награда Инзелшрайбер“, Зюлт